# La Fossa (album)
La Fossa è il primo EP della crew di rappers sardi La Fossa, originari di Portoscuso. È caratterizzato dal gran numero di skit presenti, ben sei su un totale di 11 tracce.

## Tracce
1. Intrende
2. La Vida Costa
3. Skit I Area C.
4. Skit II Area C.
5. La Fossa
6. Quando La Troia Succhia
7. Cani Da Presa
8. Moro Skit
9. Guapo Skit
10. La Fossa Skit
11. Bessende (Skit)